# Cass megye (Texas)
Cass megye az Amerikai Egyesült Államokban, azon belül Texas államban található. Megyeszékhelye Linden, legnagyobb városa Atlanta. Lakosainak száma 28 454 fő (2020. április 1.). Cass megye Bowie, Miller, Caddo, Marion és Morris megyékkel határos.

## Népesség
A megye népességének változása:
| Lakosok száma | 30 429 | 30 484 | 30 177 | 30 331 | 30 313 | 28 454 |
|               | 2010   | 2011   | 2012   | 2013   | 2015   | 2020   |